# Truden
Truden im Naturpark ([ˈtruˑdn̩]; italienisch Trodena nel parco naturale) ist eine italienische Gemeinde mit 1050 Einwohnern (Stand 31. Dezember 2024) im Naturpark Trudner Horn in Südtirol.

## Geografie

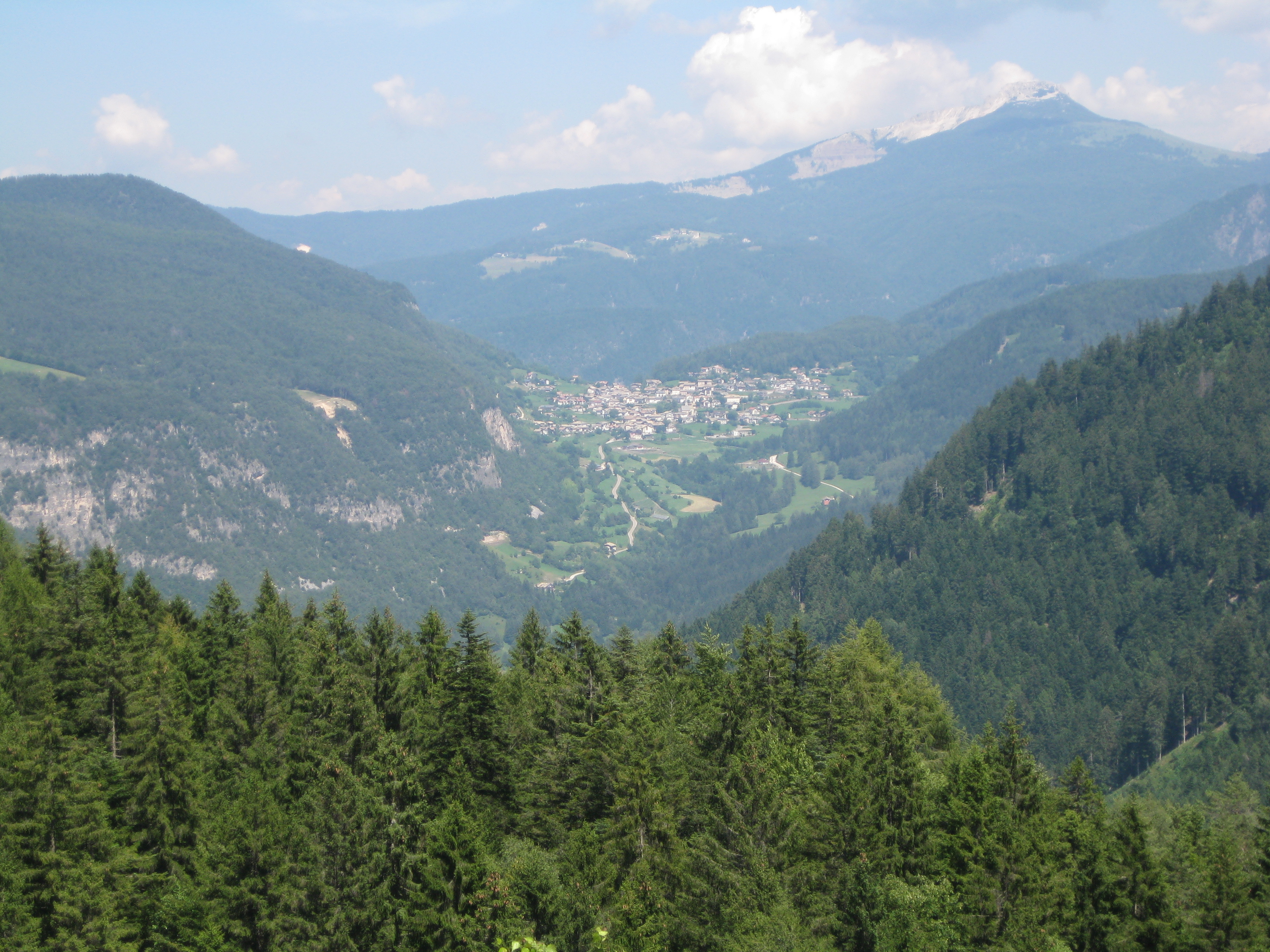
Der Hauptort Truden von der südwestlich gelegenen Königswiese aus gesehen, rechts dahinter das Weißhorn

Die Gemeinde Truden befindet sich im Süden Südtirols und erstreckt sich im zu den Fleimstaler Alpen gezählten bewaldeten Höhenzug, der das Etschtal vom Fleimstal trennt. Große Teile des Gemeindegebiets mit einer Gesamtfläche von 20,70 km² sind im Naturpark Trudner Horn unter Schutz gestellt.
Der Hauptort, Truden (1090–1180 m s.l.m.), liegt am oberen Ausgang des Mühlentals auf einem südexponierten mittelgebirgigen Sattel, der westlich vom Bergrücken des Cislon (1563 m) überragt wird. Ebenfalls zur Gemeinde zählen die Fraktionen Mühlen (820–880 m) am Trudner Bach etwas südwestlich vom Hauptort, ein Teil von Kaltenbrunn (970–1000 m) etwas nordöstlich, sowie im äußersten Osten San Lugano (1060–1100 m) am San-Lugano-Sattel (1097 m), einem Übergang vom Etschtal ins Fleimstal. Im Süden steigt das Gelände zum Trudner Horn (1781 m) an, dessen Gipfel jedoch knapp außerhalb des Gemeindegebiets liegt.
Landeskundlich wird Truden mitunter dem Gebiet Unterland-Berg zugerechnet, dementsprechend ist die Gemeinde der Bezirksgemeinschaft Überetsch-Unterland zugeteilt. Im Westen und Norden grenzt Truden an die Südtiroler Nachbargemeinden Montan und Aldein. Im Osten und Süden stößt die Gemeinde teils an Ville di Fiemme und Capriana im Trentino, teils an Altrei, die einzige Südtiroler Gemeinde im Fleimstal.

## Geschichte
Auf der Katzenschrott, im Forchwald und beim Oansiedl westlich von San Lugano wurden Baustrukturen aus der Vorzeit gefunden. Es handelt sich um Wallburgen aus der Hallstattzeit.
Der Ortsname ist ersturkundlich im Jahr 1111 als Trodene verschriftlicht worden, seine Bedeutung liegt im Dunkeln. Er könnte zum belegten rätischen Gentilnomen Trutino gestellt werden.
Schon in der Zeit Graf Meinhards II. von Tirol-Görz erscheint die Gemeinschaft Truden im Jahr 1289 als eigenständig handelnde Ortsgemeinschaft mit eigenen Vorständen. 1464 behaupten die „lewt gemeinikleichen von Truden“ ihre Weiderechte im Raum Castelfeder und Montan erfolgreich gegen die Ansprüche der Talbewohner. Die geografische Zugehörigkeit Trudens zum Fleimstal kommt noch 1362 in der Ortsangabe „Trudena in Valle Flemis“ zum Ausdruck; gerichtsherrschaftlich rechnete die Gegend aber zum Landgericht von Enn und Kaldiff.
Truden gehörte bis zum Ende des Ersten Weltkriegs zur Grafschaft Tirol und damit zu Österreich-Ungarn. Mit dem Vertrag von Saint-Germain kam Truden 1920 zusammen mit dem Großteil Tirols südlich des Alpenhauptkamms zu Italien. 1926 wurde das bis dato eigenständige San Lugano eingemeindet. Als 1927 die beiden Provinzen Bozen und Trient entstanden, wurde Truden wie auch einige andere umliegende Gemeinden der mehrheitlich italienischsprachigen Provinz Trient zugeschlagen. Erst 1948 wurde Truden in die Provinz Bozen bzw. nach Südtirol eingegliedert. Kirchlich seit jeher der Diözese Trient zugehörig, wechselte Truden 1964 mit dem gesamten ehemaligen Deutschen Anteil zur Diözese Bozen-Brixen.

## Politik

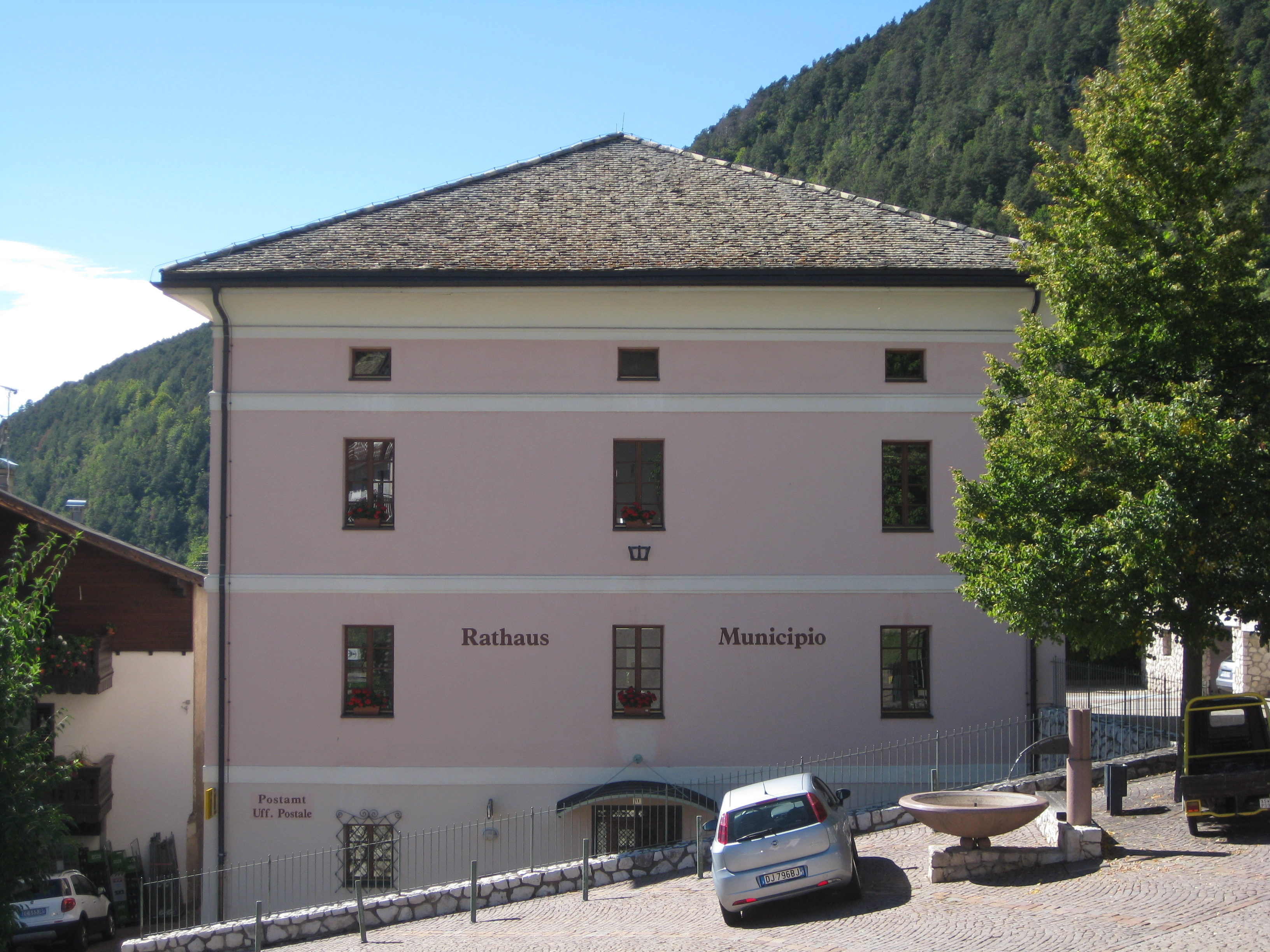
Das Rathaus von Truden

Bürgermeister seit 1952:
- Andrea Stuppner: 1952–1956
- Michael Bonell: 1956–1969
- Simon Thaler: 1969–1972
- Hansjörg Finatzer: 1972–1974
- Simon Thaler: 1974–1980
- Luis Amplatz: 1980–1990
- Josef Stuppner: 1990–2000
- Edmund Lanziner: 2000–2015
- Michael Epp: seit 2015

## Bevölkerung
Truden ist gemäß den erhobenen Sprachgruppenzugehörigkeitserklärungen bzw. Sprachgruppenzuordnungserklärungen eine mehrheitlich deutschsprachige Gemeinde mit einer signifikanten italienischsprachigen Minderheit, die hauptsächlich in der Fraktion San Lugano lebt. Als Berechnungsgrundlage der folgenden Prozentwerte wurden die gültigen Erklärungen von Personen mit italienischer Staatsbürgerschaft herangezogen.
| Sprache     | 1981    | 1991    | 2001    | 2011    | 2024    |
| ----------- | ------- | ------- | ------- | ------- | ------- |
| Deutsch     | 79,31 % | 81,38 % | 78,58 % | 73,94 % | 76,05 % |
| Italienisch | 20,48 % | 18,29 % | 20,73 % | 25,42 % | 23,33 % |
| Ladinisch   | 0,22 %  | 0,33 %  | 0,69 %  | 0,64 %  | 0,63 %  |

## Bildung

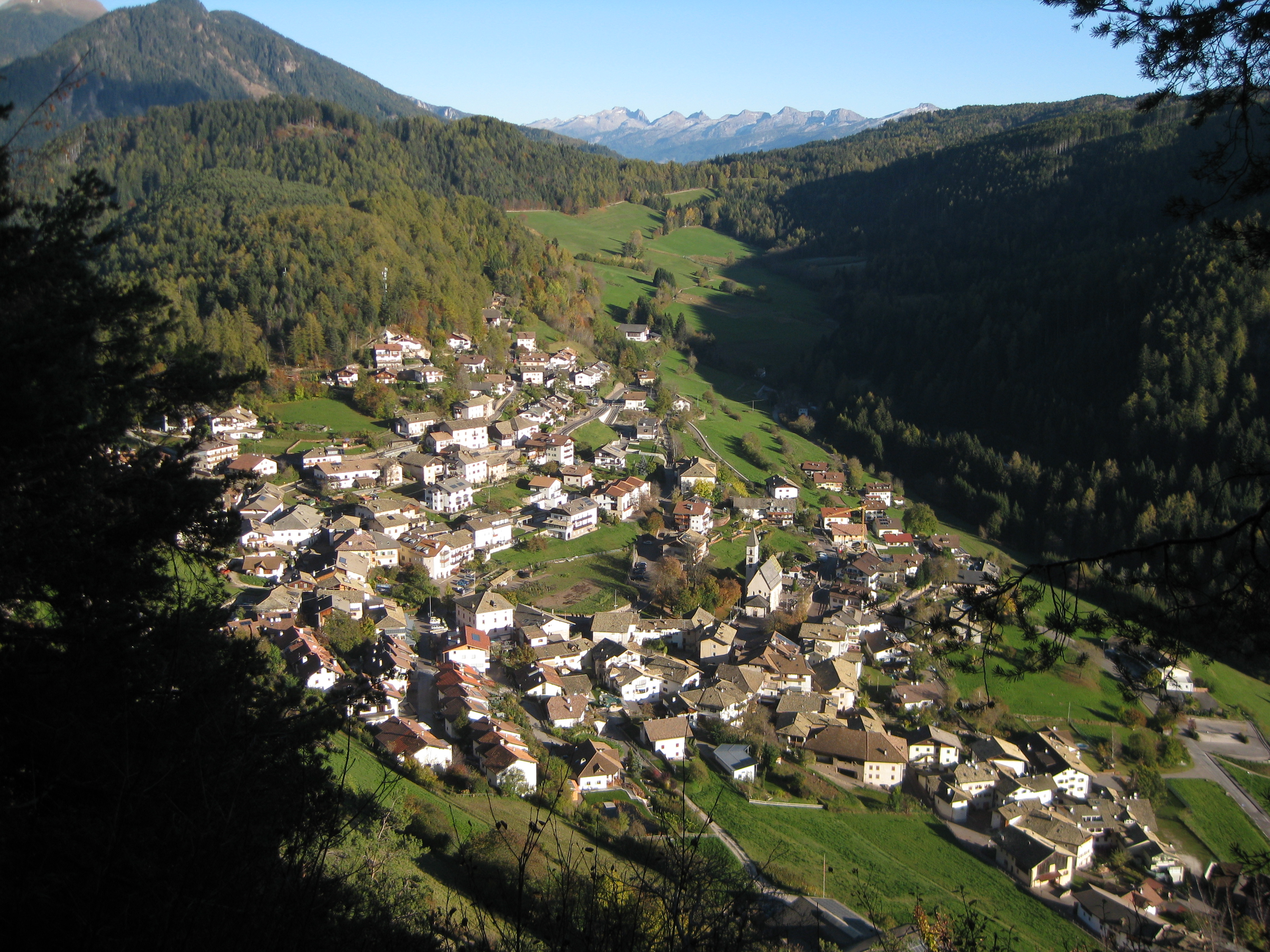
Blick auf den Ortskern von Truden vom Osthang des Cislon

Im Hauptort Truden befinden sich ein Kindergarten und eine Grundschule für die deutsche Sprachgruppe. In San Lugano ist zudem eine Grundschule für die italienische Sprachgruppe angesiedelt.

## Sehenswertes
- Pfarrkirche St. Blasius in Truden
- Rathaus in Truden
- Pfarrkirche St. Lukan in San Lugano
- Ansitz Pausa mit Mariä-Himmelfahrt-Kapelle
- Gasthof Kaltenbrunn

## Bekannte Personen aus Truden
- Ursula Strumecker (ca. 1440–1506), Opfer der Hexenverfolgung[11]
- Hubert Stuppner (* 1944), Komponist und Musiker
- Gotthard Bonell (* 1953), Kunstmaler und Sänger
- Robert Bosisio (* 1963), Kunstmaler
- Johann Finatzer (* 1973), Komponist und Musiker
- Rosa Zelger Thaler (* 1957), Südtiroler Politikerin und Landtagsabgeordnete
- Leonhard von Liebener (1800–1869), Bauingenieur